# オーケー (大分県)
株式會社オーケーは、かつて、大分県大分市高崎に本社を置き、大分県一円で食品主体のスーパーマーケットチェーン「新鮮市場」24店舗を展開していた企業である。旧店名は「オーケーマート」（それ以前は「ラッキー」）であり、企業名・店舗名ともに類似のものがあるため、オーケー新鮮市場と呼ばれることもある。

## 概要
青果、鮮魚、精肉の生鮮3品を中心とする食品スーパーマーケットを展開する。このうち青果のみが直営で、鮮魚・精肉はテナントである。
2009年5月の売上高は184億9000万円に及んだが、その後はホームセンターやコンビニとの競争が激化し、2013年5月期には売上高が約160億700万円に低下。出店に伴う有利子負債が重荷となり、2015年から金融機関に借入金の返済猶予を要請するなど資金繰りが悪化していた。
2016年3月22日、リテールパートナーズ傘下のマルミヤストアがオーケーの事業を継承することが公表された。マルミヤストアは2016年4月中に新鮮マーケットを設立し、6月までに事業を承継。24店舗のうち18店舗は「新鮮市場」の商号を維持し営業を続けることとなり、2016年6月24日から一時閉店し、7月1日に再オープンした。また、18店舗のうち4店舗は、会社分割によりマルミヤストアのディスカウントストア部門であるアタックスマートが継承して運営することとなった。一方、分割対象外の残った6店舗は6月23日で閉店した。その後は、不動産賃貸業へ業態を変更したが、2017年3月20日開催の株主総会で会社の解散を決議し、2017年5月8日、大分地方裁判所から特別清算開始決定を受けた。負債総額は約35億円とされている。同年10月4日に法人格が消滅した。

## 経営方針
株式會社オーケーは、「一守捨て六」と称する以下の経営方針を掲げて、営業地域、店舗数、店舗面積等の経営規模を律していた。
一守
売上高経常利益率の3%確保
捨て六
1. 出店地域は大分県内のみ
2. 店舗数は30店未満
3. 売り場面積は1,000平米未満
4. 年商は300億円未満
5. 借入金は30億円未満
6. 株式は上場しない

## 営業していた店舗
- 新鮮市場ぷらす 大貞店 - 中津市大貞詳細（2007年3月28日開店）
- 新鮮市場 宇佐店 - 宇佐市大字葛原
- 新鮮市場 友田店（旧名：日田店） - 日田市大字友田
- 新鮮市場ぷらす 花月店 - 日田市大字三和（2006年11月28日開店）※
- 新鮮市場 安岐店 - 国東市安岐町塩屋※（店名が「ラッキー」時代からの古参店舗である）
- 新鮮市場ぷらす 日出店 - 速見郡日出町（2007年7月31日開店）※
- 新鮮市場ぷらす 山の手店 - 別府市山の手町（2007年12月5日開店）
- 新鮮市場 鶴見店 - 別府市馬場1組（店名が「ラッキー」時代からの古参店舗である）
- 新鮮市場 松岡店 - 大分市大字松岡（2011年9月13日開店）
- 新鮮市場 大在店 - 大分市汐見2丁目
- 新鮮市場 鶴崎店 - 大分市大字鶴崎※
- 新鮮市場 新川店 - 大分市新川町2丁目
- 新鮮市場 花高松店 - 大分市花高松1丁目
- 新鮮市場 南大分店 - 大分市大字豊饒
- 新鮮市場 野津原店 - 大分市大字野津原（店名が「ラッキー」時代からの古参店舗である）
- 新鮮市場 臼杵店 - 臼杵市大字野田
- 新鮮市場 三重店 - 豊後大野市三重町小坂
- 新鮮市場 佐伯店 - 佐伯市大字女島
- 新鮮市場eX 中津北店 - 中津市大字大新田（2009年10月6日開店。2016年6月23日閉店[5]）
  - ショッピングモールフレスポ中津北の核店舗であった。
- 新鮮市場ぷらす 高瀬店 - 中津市高瀬（2007年4月25日開店。2016年6月23日閉店[5]）
- 新鮮市場 森店 - 大分市大字森（2016年6月23日閉店[5]）
- 新鮮市場 西大在店 - 大分市角子南2丁目（トキハインダストリーの居抜き。2016年6月23日閉店[5]）
- 新鮮市場eX 高崎店（旧・新鮮市場 高崎店） - 大分市高崎3丁目（2007年7月4日、新鮮市場eXに。2016年6月23日閉店[5]）
- 新鮮市場ぷらす 敷戸店 - 大分市敷戸台1丁目（2006年10月24日開店。2016年6月23日閉店[5]）
- 羽屋店 - 大分市羽屋（2007年9月12日閉店）
- 西別府店 - 別府市鶴見（2013年8月閉店）
- 挾間店 - 由布市挾間町（2013年8月閉店）
- 蛎瀬店（旧・中津店） - 中津市大字蛎瀬（2014年閉店、現・マルミヤストア蛎瀬店）

※はアタックスマートが運営する店舗